# Santo Domingo de Ónzole
Santo Domingo de Ónzole ist eine Ortschaft und eine Parroquia rural („ländliches Kirchspiel“) im Kanton Eloy Alfaro der ecuadorianischen Provinz Esmeraldas. Die Parroquia besitzt eine Fläche von 677,5 km². Die Einwohnerzahl lag im Jahr 2010 bei 1934. Die Parroquia wurde 1983 gegründet.

## Lage
Die Parroquia Santo Domingo de Ónzole liegt im Hinterland der Pazifikküste in Nordwest-Ecuador. Der Hauptort Santo Domingo de Ónzole befindet sich 50 km südsüdwestlich des Kantonshauptortes Valdez am linken Flussufer des Río Onzole, linker Nebenfluss des Río Cayapas. Der Río Onzole entwässert das Areal nach Nordosten.
Die Parroquia Santo Domingo de Ónzole grenzt im Osten an die Parroquias Atahualpa und Telembi, im äußersten Südwesten an die Parroquia Malimpia (Kanton Quinindé), im Westen an die Parroquias Chumundé und Montalvo (beide im Kanton Rioverde) sowie im Norden an die Parroquia San Francisco de Ónzole.